# Kokoloko (Niger)
Kokoloko (auch: Kokoloukou, Kololokou, Korkoulokou) ist ein Weiler in der Landgemeinde Torodi in Niger.

## Geographie
Der Weiler befindet sich rund 84 Kilometer westlich des urbanen Zentrums von Torodi, des Hauptorts der gleichnamigen Landgemeinde und des gleichnamigen Departements Torodi, das zur Region Tillabéri gehört. Die Staatsgrenze zu Burkina Faso verläuft etwa zwei Kilometer westlich des Weilers. Zu den Siedlungen in der näheren Umgebung von Kokoloko zählen Alfassi und Bolsi im Nordosten, Déba im Südosten sowie Dogona Boborgou Saba im Süden.
Kokoloko ist Teil der Übergangszone zwischen Sahel und Sudan. Die durchschnittliche jährliche Niederschlagsmenge beträgt hier zwischen 500 und 600 mm.

## Geschichte
Von 2017 bis 2019 kam es in Niger zu einem signifikanten Anstieg von Angriffen auf Schulen durch Boko Haram, ISGS und weitere islamistische Terrorgruppierungen. Die Schule in Kokoloko wurde 2018 von unbekannten Tätern attackiert, wobei zwei Klassenräume zerstört und der Schulbesuch von 131 Kindern, darunter 71 Mädchen, unterbrochen wurden.
Die Region Tillabéri und insbesondere das Departement Torodi waren ab 2019 noch einmal verstärkt der Gefährdung durch nichtstaatliche bewaffnete Gruppen ausgesetzt. Diese äußerte sich in Angriffen, Morden, Entführungen, Plünderungen und Einschüchterungen. Kokoloko gehörte zu den Dörfern, aus denen deswegen Anfang 2021 Menschen flüchteten. Mitglieder der Terrororganisation Dschamāʿat Nusrat al-Islām wa-l-Muslimīn töteten am 4. Mai 2022 in Kokoloko in der Öffentlichkeit einen Zivilisten. Die Gründe dafür waren unbekannt.
Bei einer ab 26. Januar 2024 laufenden Anti-Terror-Operation töteten die nigrischen Sicherheitskräfte bis Anfang Februar 2024 in der Zone von Kokoloko nach eigenen Angaben über 60 Terroristen und verletzten weitere. Bei der Operation starb ein Angehöriger der Sicherheitskräfte und sechs weitere wurden verletzt. Es wurden auf beiden Seiten auch Fahrzeuge zerstört.
Eine bewaffnete Gruppe tötete am 25. Juni 2024 im Weiler Tassia 20 Angehörige der Sicherheitskräfte und einen Zivilisten. Die Streitkräfte Nigers gaben am 3. Juli 2024 bekannt, Mittäter im Sektor von Kokoloko aufgespürt und bei Gegenschlägen mehr als 100 Terroristen getötet zu haben.

## Bevölkerung
Bei der Volkszählung 2012 hatte Kokoloko 601 Einwohner, die in 72 Haushalten lebten. Bei der Volkszählung 2001 betrug die Einwohnerzahl 442 in 47 Haushalten.